# Управление результативностью
Управление результативностью (англ. performance management) — система эффективного управления отдельными сотрудниками и командами, призванная обеспечить достижение максимальной результативности деятельности организации. Включает общее понимание целей, подходов к организации работы и обучению сотрудников, призванных обеспечить их достижение. Основная задача управления результативностью — обеспечить превосходство организации в человеческом капитале.

## История
Методы оценки результативности применялись с давних пор. Так, при дворе китайских императоров династии Вэй, был специальный чиновник, задачей которого было оценивать результативность работы чиновников.
Становлению системы управления результативности способствовала деятельность последователей Фредерика Тейлора. Однако широкое распространение оценка результативности получила в США и Великобритании в 1950—1960 годы.

## Показатели результативности
Параметры результативности можно отнести к следующим основным группам:
- финансовые
- результаты деятельности — объем выпущенной продукции, число новых клиентов и пр.
- отклик — мнение клиентов, коллег, руководителей
- время — соблюдение сроков выполнения работ

## Управление результативностью и обучение
Необходимой составляющей управления результативностью является создание среды, способствующей обучению и индивидуальному развитию работников организации и включающей наставничество, коучинг, привлечение, удержание и развитие талантов.

## Методы измерений
1. Сбалансированная система показателей — система, предложенная Дэвидом Нортоном и Робертом Капланом, кроме прочего, позволяет связать деятельность отдельного сотрудника со стратегией всей организации.
2. Метод 360 градусов — метод, позволяющий определить степень соответствия сотрудника занимаемой должности посредством опроса делового окружения сотрудника.

## Разработка и внедрение
Процесс разработки и внедрения системы управления результативностью складывается из следующих этапов:
- Диагностика
- Планирование — определение целей, ресурсов, оценка затрат и выгод
- Составление программы — план достижения целей, сформулированных на предыдущем этапе
- Тестирование в одном из подразделений
- Информирование сотрудников
- Обучение
- Поддержание
- Оценка эффективности системы

## Критика
Управление результативностью подвергается критике за сложность реализации, недостаточный учет системных факторов, бюрократический подход, непоследовательность и субъективность, игнорирование системных факторов, сфокусированность на денежном вознаграждении, репрессивный контроль.